# C. E. Brock
Pour les articles homonymes, voir Brock.
Charles Edmund Brock (1870 – 1938) est un dessinateur et illustrateur de livres anglais largement publié, qui avait adopté « C. E. Brock » pour signature. Il est l'aîné de quatre frères tous artistes, dont Richard-Henry (1871 - 1943) et surtout le plus jeune, Henry Matthew (1875 – 1960), avec lesquels il partageait un atelier à Cambridge. Ses illustrations des romans de Jane Austen sont particulièrement connues.

## Biographie
Charles Edmund Brock naît à Holloway, un district de Londres, fils d'Edmund Brock (1841-1921) et de Mary Ann Louise (1836-1901) (née Peagram) ; plus tard, sa famille s'installe à Cambridge, où naissent ses trois frères, dont le plus jeune, H. M. Brock, fera aussi une brillante, et bien plus longue, carrière d'illustrateur.
Charles Brock étudie brièvement l'art sous la direction du sculpteur Henry Wiles.
Il obtient sa première commande pour un livre à l'âge de 20 ans. Entre 1897 et 1906, il expose à la Royal Academy, ainsi qu'au Royal Institute of Painters in Watercolours, dont il est élu membre en 1908. Il contribue à divers magazines satiriques, dont Punch, The Strand et The Graphic ; il illustre également l'édition des Voyages de Gulliver de 1894.
Il a utilisé les bibliothèques universitaires de Cambridge pour faire des recherches graphiques. Entre 1892 et 1910 il a illustré des dizaines d'ouvrages ; Il devient un illustrateur reconnu pour les œuvres d'auteurs tels que Jonathan Swift, William Thackeray, Charles Dickens, Jane Austen, et George Eliot. Plus particulièrement célèbre pour son talent de dessinateur, il s'inscrit tout d'abord dans la tradition stylistique de Hugh Thomson. Il est également un aquarelliste et un portraitiste de grand talent. On a admiré son réalisme et le dynamisme de ses compositions, mais on a perdu la trace de beaucoup de ses œuvres picturales.
Lui et ses frères partagent un atelier à Cambridge rempli de diverses curiosités, d'antiquités, de meubles, d'une vaste collection de dessins de costumes et de gravures de mode de l'époque de la Régence anglaise et de vêtements spécialement faits pour servir de modèles pour divers costumes. Ils utilisent d'ailleurs ces vêtements pour poser les uns pour les autres.
Ses tableaux les plus célèbres sont trois représentations de golfeurs qui ont été réalisées en 1894 dans le cadre de la même série. Le plus connu est le Putt, qui existe en deux versions. La peinture non signée initiale est considérée comme la plus impressionnante des deux, et est souvent reproduite sur des cartes postales et affiches vendues dans de nombreux musées de golf.
Il a cessé de publier en 1910. Il mourut à Cambridge au 28 février 1938.

## Style
Le travail de C. E. Brock varie selon l'histoire qu'il doit illustrer. Selon le cas, son approche était raffinée et décrite comme « sensible à la conception des premières romancières de l'époque victorienne, en en montrant la délicatesse féminine et le côté un peu collet monté, la tasse de thé et la soucoupe à la main » ; pour d'autres ouvrages, au contraire, son œuvre montre « qu'il apprécie les personnages bien anglais, pleins de santé et de gaieté tapageuse » - des soldats, des rustres, des « hommes de cheval »… D'autres illustrations sont des illustrations caricaturales faites pour égayer les enfants dans leur lecture de livres de contes. Et lorsqu'il collabore avec son jeune frère, comme pour l'édition intégrale des Œuvres de Jane Austen (éditée en 1906, rééditée en 1911) avec leurs illustrations de 1898, seule leur signature différencie leurs dessins.
L'Université de Reading possède sa table à dessins, quelques-uns de ses travaux et de deux de ses frères, R.H. Brock et surtout H. M. Brock.

## Galerie

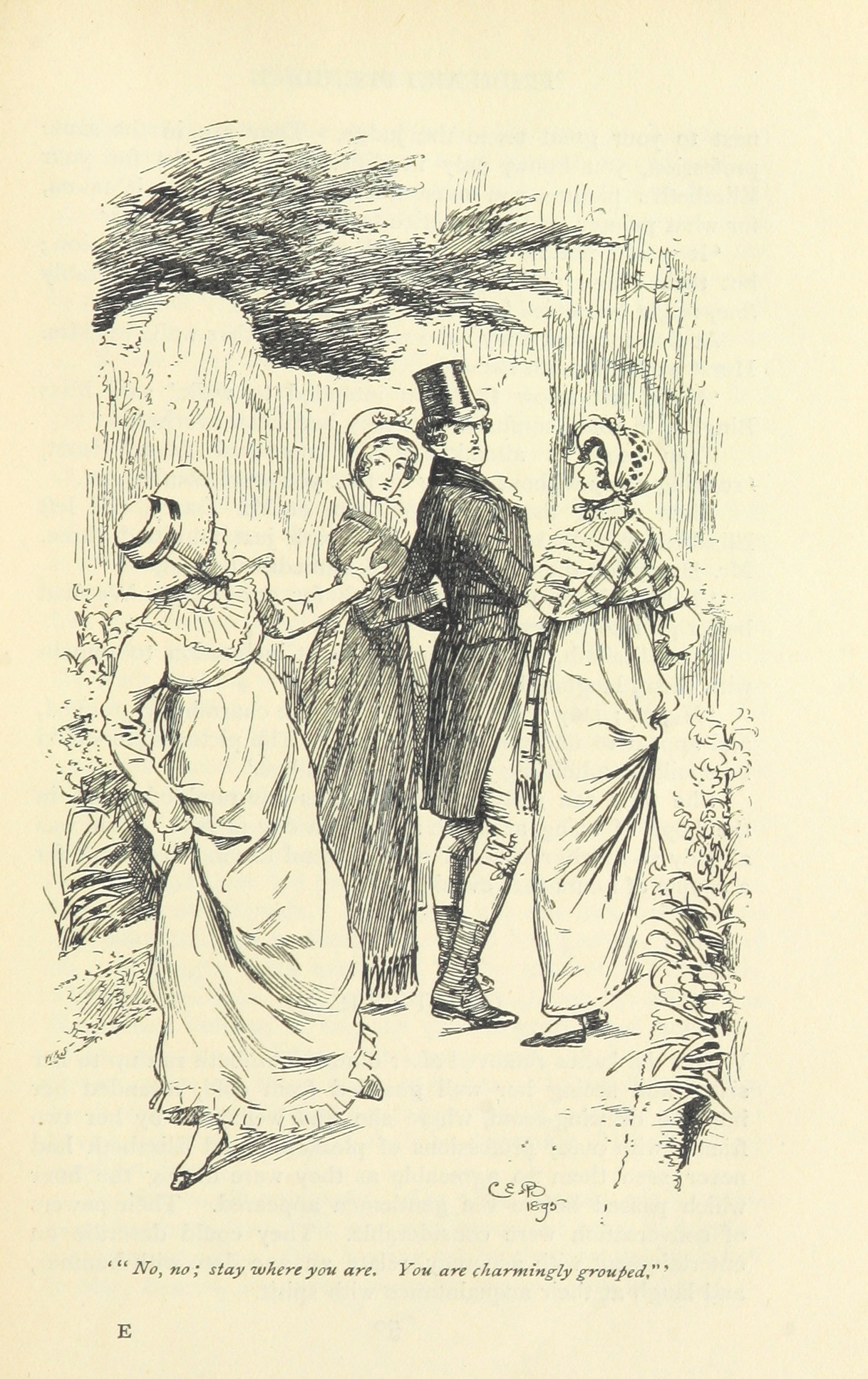
Illustration de 1895 en noir et blanc pour Orgueil et Préjugés
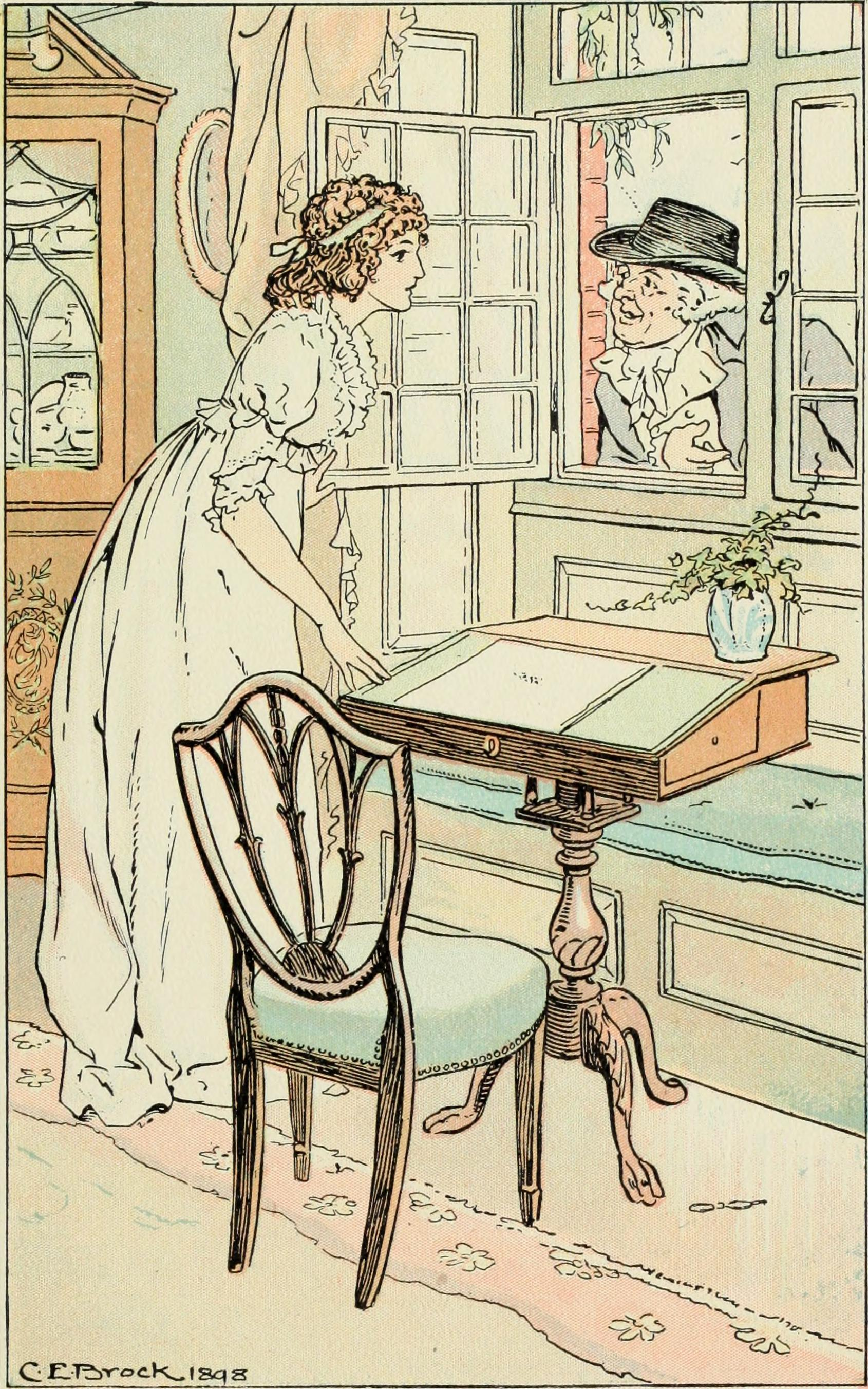
Illustration de 1898 (réédition de 1906) pour Sense and Sensibility
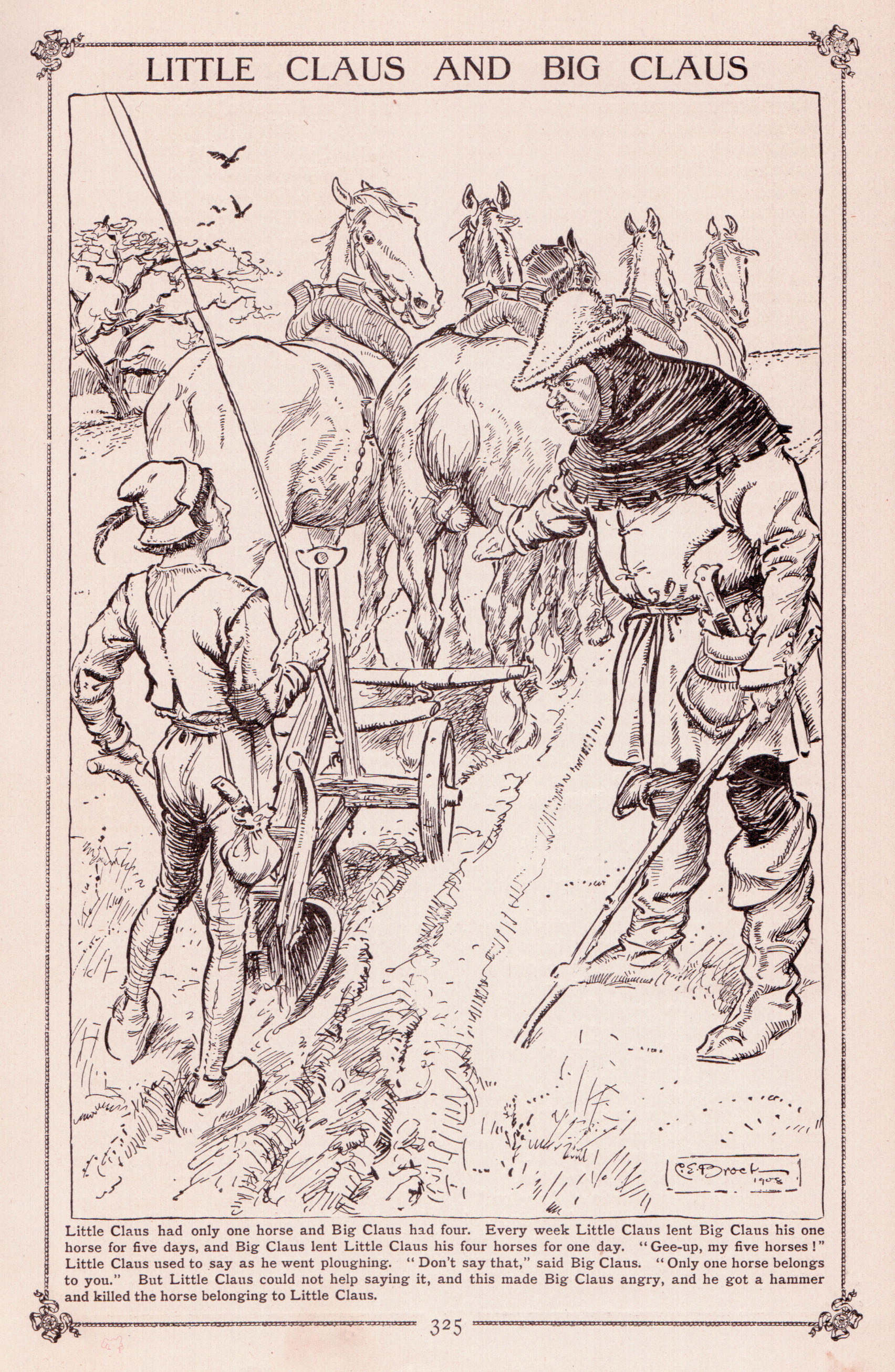
Illustration de 1899 pour The Book of Knowledge, The Children’s Encyclopedia
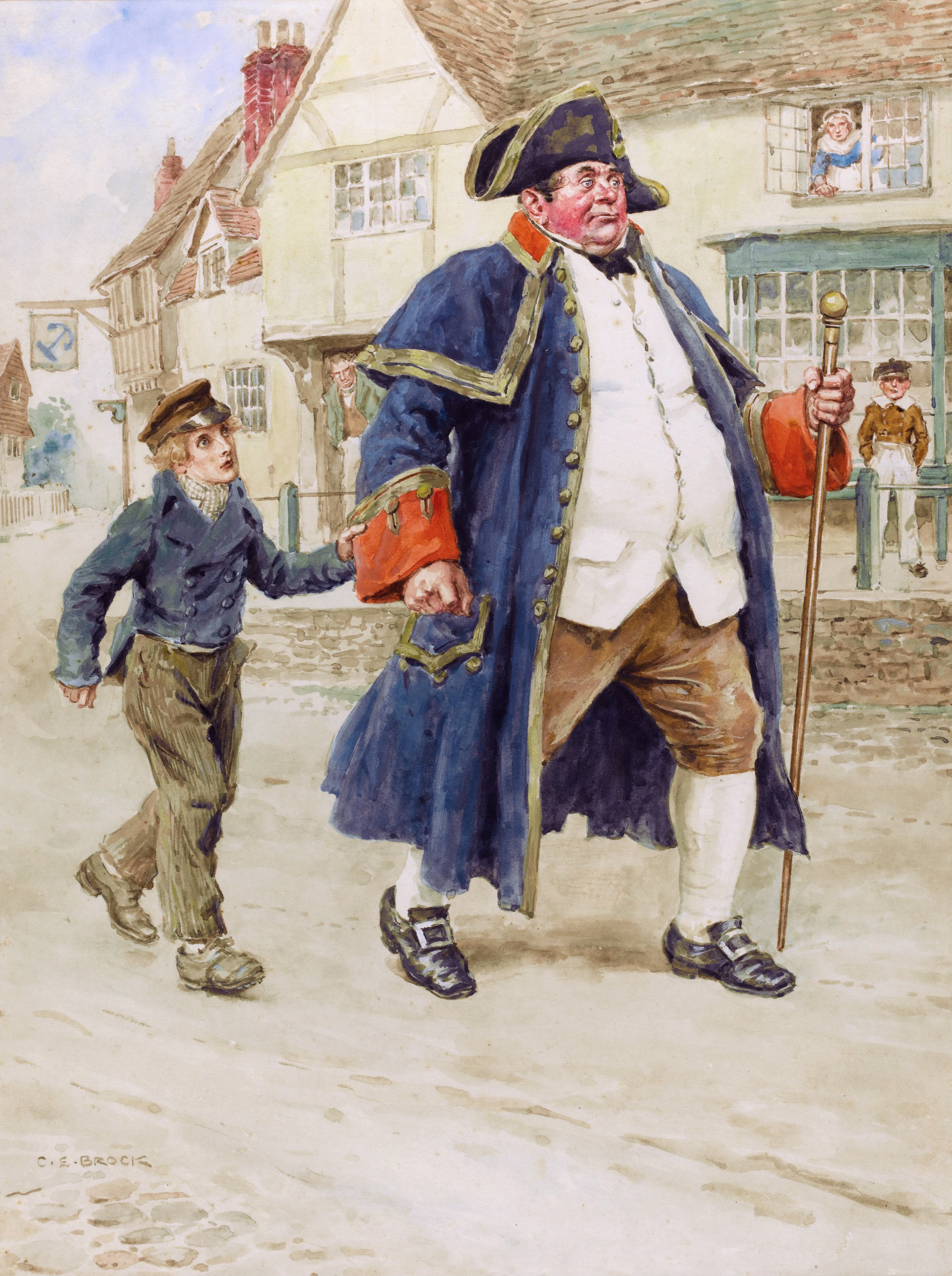
Illustration pour Oliver Twist
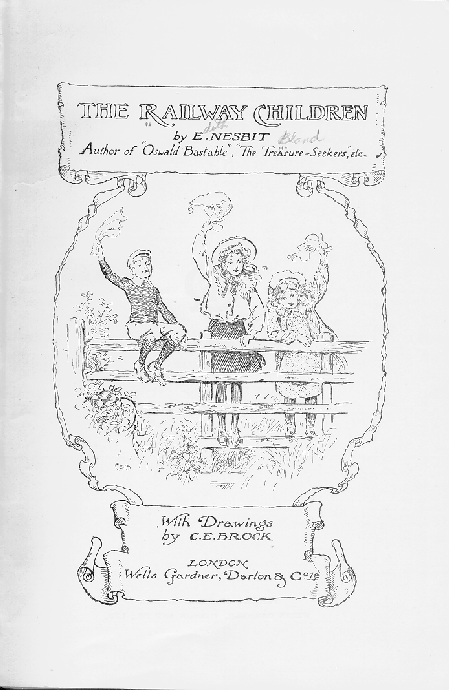
Page de titre de The Railway Children (1906)
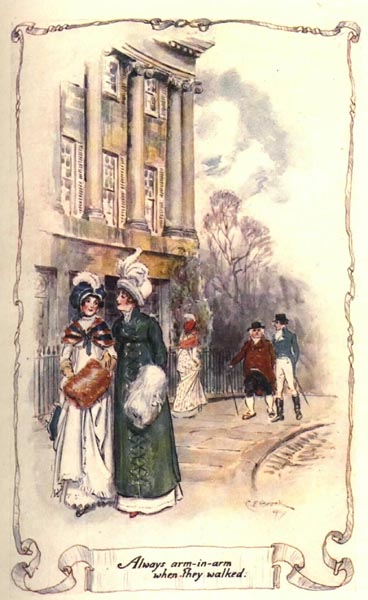
Illustration de 1907 pour Northanger Abbey